# Louise Closser Hale
Louise Closser Hale (Springfield, 13 oktober 1872 - Los Angeles, 26 juli 1933) was een Amerikaans actrice.
Louise Closser Hale was de dochter van de rijke graanhandelaar Joseph A. Closser.
Closser Hale studeerde aan de American Academy of Dramatic Arts en brak in 1903 door op Broadway. In 1907 volgde haar debuut in Londen. Ze nam de naam aan van haar man Walter Hale, een acteur en schrijver.
Samen met haar man maakte Louise Closser Hale lange en verre reizen en maakte reisverslagen voor tijdschriften.
Zo werkte zij tijdens de Eerste Wereldoorlog voor het bekende tijdschrift "Harpers". Louise schreef en Walter Illustreerde de artikelen. Ook schreef Louise verschillende boeken en schreef zij het toneelstuk: "Mother's Millions".
Na het vroegtijdige overlijden van haar man, die in 1917 aan kanker overleed, ging ze naar Hollywood en maakte ze carrière als karakteractrice. Ze speelde uiteenlopende rollen: van rijke dames tot huishoudsters, vooral bij de MGM-filmstudio's waar ze onder contract stond.
Alhoewel ze maar een korte tijd actief was in Hollywood, was ze te zien in een groot aantal klassieke films.
In 1933 kreeg Closser Hale tijdens het winkelen in Hollywood een hersenbloeding. Ze werd naar het Monte Sano-ziekenhuis gebracht, waar ze de volgende dag aan een tweede hersenbloeding overleed.
Na haar dood bleek dat de actrice een groot vermogen had nagelaten, wat grotendeels naar goede doelen ging.
Louise Closser Hale had geen kinderen. Ze had wel een broer en zus, die de kunstcollectie van de actrice erfden.
De actrice werd gecremeerd en haar urn werd bijgezet bij de Hollywood Cemetery-begraafplaats.

## Filmografie
- Biblioteca Nacional de España: XX4443386
- International Standard Name Identifier: 0000 0001 1271 2257
- Library of Congress Control Number: n85151809
- Nationale Bibliotheek van Israël: 987007435020705171
- SNAC: w62n8dg8
- Trove: 1166619
- Virtual International Authority File: 16204692
- WorldCat: E39PBJv8G3pvqkwqTvPmY7wwG3